# Dans la peau d'une autre (telenovela)
Dans la peau d'une autre (En otra piel) est une telenovela américaine en 154 épisodes de 42 minutes produite par Telemundo Studios à Miami, basée sur la telenovela Le corps du désir de 2005 et est adaptée par Laura Sousa et Eduardo Macías, et diffusée entre le 18 février 2014 et le 29 septembre 2014 sur Telemundo.
La telenovela s'est d'abord appelée Almas pérdidas avant de prendre son titre actie[Quoi ?]. María Elisa Camargo et David Chocarro sont les protagonistes principaux, tandis que Vanessa Villela et Jorge Luis Pila sont les antagonistes, avec la participation spéciale de Laura Flores.
En France, elle est diffusée sur le réseau Outre-Mer 1ère puis sur France Ô. Elle est diffusée sur 6play, la plate-forme de divertissement du groupe M6, depuis février 2017. Elle fut également diffusée dans la plupart des pays africains, (Gabon, Cameroun, Togo, etc.) sur la chaine panafricaine Novelas TV, sous le titre de Dans la peau d'une autre, du 22 août 2016 au 23 mars 2017 et rediffusée entre le 11 juin 2018 et le 10 janvier 2019.

## Synopsis
Deux femmes partagent un destin tragique et surnaturel qui les lie même après la mort. Monica Serrano (Laura Flores), une pianiste mondialement connue avec une impressionnante fortune, meurt après la trahison de son ambitieuse nièce et de l'homme qu'elle aimait.
Mais à l'aide d'un mystérieux talisman, l'âme de Monica, qui n'accepte pas de quitter ce monde, occupe le corps d'Adriana Aguilar (María Elisa Camargo), une modeste servante qui meurt entre les mains d'un dangereux gangster.
Alors, dans le corps d'Adriana, l'âme de Monica fait l'impossible pour défendre ses enfants et obtenir justice tandis que l'âme d'Adriana erre à travers le monde.
Motivée par l'amour, Adriana décide de récupérer son corps, mais Monica résiste jusqu'à ce que sa mission soit accomplie. Mission qui sera difficile à cause de la nièce de Monica appelée Elena Serrano, jalouse du succès de sa tante et de sa relation avec l'homme qu'elle aime Gerardo qui mettra toujours des bâtons dans ses roues afin d'obtenir tout ce qui lui appartient avec l'aide de son amant qui n'est ni plus ni moins que Gérardo : Gigolo qui s'est marié avec Monica afin de l'extorquer et vivre dans le luxe.

## Distribution
- María Elisa Camargo : Adriana Aguilar / Mónica Arriaga / Monica Serrano
- David Chocarro : Diego Ochoa
- Laura Flores : Mónica Serrano
- Jorge Luis Pila : Gerardo Fonsi / Juan Gerardo Suárez
- Vanessa Villela : Elena Serrano / Elena Serrano de Fonsi
- Kendra Santacruz : Camila Larrea Serrano
- Plutarco Haza : Carlos Ricalde / Raùl Camacho
- Yamil Sesin : Fulgencio Soto / El Pachuco
- Javier Gómez : Julián Larrea / Jorge Larrea (frères jumeaux)
- Silvana Arias (es) : Maite Gonzalez
- Adrián Carvajal : Ernesto Suárez
- Daniela Macias : Susana
- Jonathan Freudman (es) : Gabriel Cantù
- Martín Barba : Ricardo Cantù
- Beatriz Monroy (es) : Victoria « Vicky » Andrade
- Juanita Arias : Eileen Parker Carrasco
- María Elena Dávila : Jennifer Andrade
- Roberto Plantier (es) : Inspecteur Eduardo « Eddy » Santana
- Omar Germenos (es) : Esteban Lazo
- Marisela González (es) : Selma Carrasco / Selma Carrasco de Parker
- Karen Sentíes (es) : Lorena Serrano
- Gloria Peralta (es) : Martha Suárez « Tita » / Marta Suárez de Cantù
- Eduardo Ibarrola : Manuel Figueroa / Juge Figueroa
- Francisco Porras : Martin
- Guillermo Quintanilla (es) : Rodrigo Cantù
- Alba Raquel Barros (es) : Guadalupe Cortes / Lupe
- Gala Montes (es) : Emiliana Larrea Serrano
- Alexandra Pomales (es) : Valeria Martínez
- Bettina Grand (es) : Luz Marina
- Óscar Priego (es) : Jacinto Aguilar

## Épisodes
1. La Rencontre
2. Adriana en danger
3. Les Plans d'Elena
4. Passage à l'acte
5. Le Réveil
6. Une nouvelle vie
7. Sur les traces d'Adriana
8. Emiliana a disparu
9. L'Héritage
10. L'Évasion
11. Les Doutes de Selma
12. La Confession
13. Les Preuves de Monica
14. Bouleversantes découvertes
15. Le Faux testament
16. La Préceptrice
17. Diego retrouve Adriana
18. Les Filles en danger
19. Le Piège
20. Un amour naissant
21. Elena maître-chanteur
22. Monica troublée
23. Les Pouvoirs du talisman
24. Étranges coïncidences
25. Les Soupçons d'Elena
26. Menaces
27. Les Souvenirs d'Adriana
28. Diego effondré
29. Reposer en paix
30. Céder à la passion
31. L'Esprit d'Adriana
32. Obsession
33. Le Véritable Testament
34. Gerardo amoureux
35. Pressions
36. Lorena découvre la vérité
37. La Vraie Nature d'Elena
38. Gerardo déclare sa flamme
39. Selma à la rescousse
40. La Pièce secrète
41. Opération réussie
42. La Découverte de Camila
43. La Maîtresse
44. Liaison dangereuse
45. Elena passe à l'action
46. La Dispute
47. La Confession de Jorge
48. La Lettre
49. Monica veut récupérer son héritage
50. Ricardo se méfie
51. Secrets inavouables
52. Le Passé de Gerardo
53. La Gifle
54. Figueroa candidat
55. Négociations
56. Monica trahie
57. La Proposition d'Esteban
58. Disparition
59. La Vidéo
60. Protection
61. Le Bracelet volé
62. Les Funérailles
63. Camila jalouse
64. Gerardo supplie Monica
65. Le Secret révélé
66. Les Larmes de Monica
67. Le Serment
68. Jeu de séduction
69. Un souvenir du passé
70. Lorena se confesse
71. Le Talisman
72. Diego exige la vérité
73. La Demande d'Adriana
74. Interrogatoire
75. Le Cadeau de Monica
76. Elena bouleversée
77. L'Anniversaire
78. Rendez-vous secret
79. Les Inquiétudes d'Elena
80. La Mise en garde de Selma
81. Elena en difficulté
82. Méfiance
83. Faux prétexte
84. La Promesse de Monica
85. Regrets
86. Une photographie bien mystérieuse
87. Manipulations
88. Gerardo en mauvaise posture
89. Jalousie maladive
90. Échec
91. La Colère d'Elena
92. Une détermination retrouvée
93. L'Argent dissimulé
94. Mensonges à répétition
95. Diego découvre la vérité
96. Le Fantôme
97. Le Piano
98. Folie destructrice
99. Rébellion
100. Les Inquiétudes de Ricardo
101. Danger imminent
102. Coups au cœur
103. Les Infidèles
104. Coupable
105. Sous le choc
106. Trahison
107. Le Bébé
108. L'Annonce
109. Diego entre en action
110. Fiançailles inattendues
111. Les Menaces de Monica
112. Adriana démasquée
113. Camila en grave danger
114. Adieu Carlos
115. Fausse identité
116. Le Départ de Monica
117. Une nouvelle victime
118. Une mélodie familière
119. Le Message
120. La Pièce secrète découverte
121. Empoisonnement
122. Elena furieuse
123. Accusations
124. Le Journal de Monica
125. Une mission très spéciale
126. Jorge entre en action
127. La Boîte de chocolats
128. Repérée
129. Le Mensonge de Gerardo
130. Le retour d'Adriana
131. Inquiétudes
132. La Vie d'Emiliana en jeu
133. Le Message
134. Protéger les filles
135. Jorge accuse Elena
136. Menace de mort
137. Adriana est souffrante
138. Deux âmes pour un corps
139. Le Rituel
140. Monica reprend la main
141. Diego se déclare
142. L'Affrontement
143. Faire la paix
144. Le Mariage
145. Folle musique
146. Le Père d'Elena
147. Emiliana hospitalisée
148. L'Antidote
149. Elena révèle tous ses secrets
150. À la recherche des preuves
151. Coup de feu
152. Recueillement
153. L'Ultime confrontation
154. Adieu Monica Serrano

## Diffusion internationale
- Telemundo (2014)
- Réseau Outre-Mer 1re et France Ô (2015-2016)[3]
- 6play (2017)
- Novelas TV (11 août 2018-10 janvier 2019)
- Channel 4 Russia (2017-2018)
- Novelas TV (22 aout 2016-23 mars 2017)

## Autres versions
- En cuerpo ajeno (1992-1993)
- Cambio de piel (1997-1998)
- Le corps du désir (2005-2006)
- Second Chance (2016)
- Amar a muerte (2018-2019)
- The Second Chance (2023)

### Sources
- (es) Cet article est partiellement ou en totalité issu de l’article de Wikipédia en espagnol intitulé « En otra piel » (voir la liste des auteurs).